# Order Zasługi Rzeczypospolitej Polskiej
Order Zasługi Rzeczypospolitej Polskiej (OZ) – cywilne odznaczenie państwowe Rzeczypospolitej Polskiej. Order jest nadawany cudzoziemcom i zamieszkałym za granicą obywatelom polskim, którzy swoją działalnością wnieśli wybitny wkład we współpracę międzynarodową oraz współpracę łączącą Rzeczpospolitą Polską z innymi państwami i narodami.

## Historia
Order Zasługi Rzeczypospolitej Polskiej zastąpił Order Zasługi Polskiej Rzeczypospolitej Ludowej ustanowiony w 1974. Już w rozporządzeniu Prezydenta RP z 16 kwietnia 1991, mimo braku formalnej zmiany ustawy o ustanowieniu Orderu Zasługi Polskiej Rzeczypospolitej Ludowej ani nazwy Orderu, określono go jako Order Zasługi Rzeczypospolitej Polskiej i zmieniono opis jego odznaki na odpowiadający późniejszemu Orderowi Zasługi Rzeczypospolitej Polskiej.
Order Zasługi Rzeczypospolitej Polskiej został formalnie ustanowiony pod tą nazwą ustawą z dnia 16 października 1992 o orderach i odznaczeniach.
Order dzieli się na pięć klas:
- I klasa – Krzyż Wielki Orderu Zasługi Rzeczypospolitej Polskiej,
- II klasa – Krzyż Komandorski z Gwiazdą Orderu Zasługi Rzeczypospolitej Polskiej,
- III klasa – Krzyż Komandorski Orderu Zasługi Rzeczypospolitej Polskiej,
- IV klasa – Krzyż Oficerski Orderu Zasługi Rzeczypospolitej Polskiej,
- V klasa – Krzyż Kawalerski Orderu Zasługi Rzeczypospolitej Polskiej.

## Nadawanie

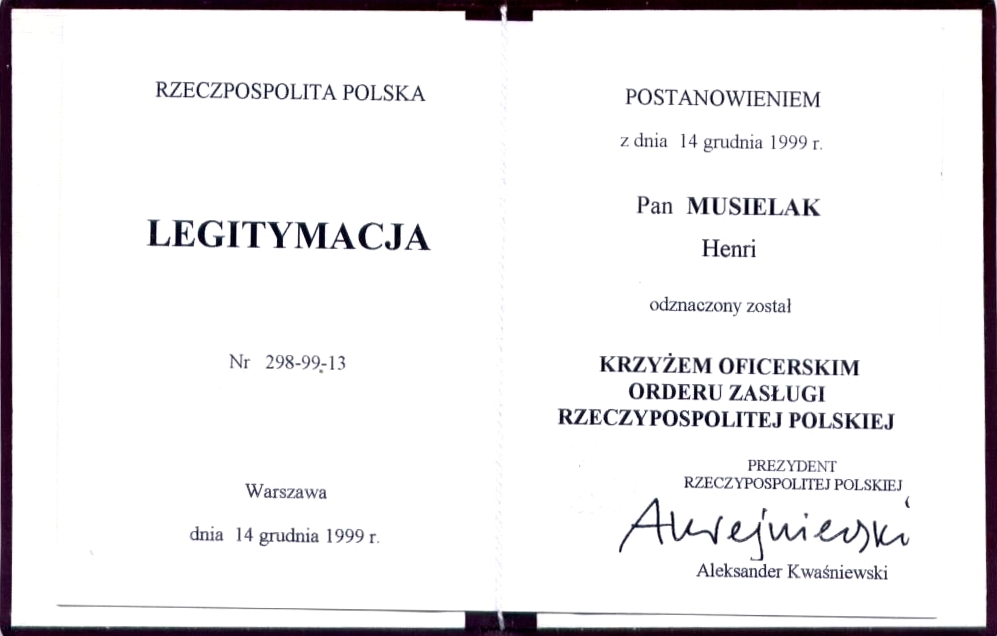
Legitymacja Orderu Zasługi RP

Order Zasługi Rzeczypospolitej Polskiej jest nadawany cudzoziemcom i zamieszkałym za granicą obywatelom polskim (Polonii), którzy swoją działalnością wnieśli wybitny wkład we współpracę międzynarodową oraz współpracę łączącą Rzeczpospolitą Polską z innymi państwami i narodami.
Order nadaje Prezydent RP, z własnej inicjatywy lub na wniosek Prezesa Rady Ministrów, wniosek przedstawia Minister Spraw Zagranicznych.

## Opis odznaki Orderu
Odznaka Orderu powtarza z modyfikacjami odznakę Orderu Zasługi Polskiej Rzeczypospolitej Ludowej.
Odznaką Orderu Zasługi Rzeczypospolitej Polskiej jest krzyż gwiaździsty pięcioramienny. Ramiona krzyża pokryte są na awersie w środku czerwoną, a po bokach białą emalią w obramowaniu. Między ramionami krzyża jest pięć pęków promieni. W środku krzyża znajduje się srebrzony orzeł w koronie według wzoru dla godła Polski. Krzyż zwieńczony jest tarczą z monogramem: RP na tle poziomych promieni. Na rewersie ramiona krzyża są fakturowane. W klasach I–IV promienie, zwieńczenia i obramowania są złocone, a w klasie V srebrzone. Średnica krzyża gwiaździstego wynosi: w klasie I – 68 mm, w klasach II i III – 60 mm i w klasach IV i V – 48 mm.
Odznaką Orderu I i II klasy jest ponadto gwiazda orderowa o średnicy 80 mm składająca się z dziesięciu pęków promieni, z czego pięć pęków złoconych umieszczonych jest na tle pięciu pęków srebrzonych. W środku na okrągłej, czerwono emaliowanej tarczy w złoconym obramowaniu umieszczony jest srebrzony orzeł według wzoru dla godła Polski. Zamiast odznaki na wielkiej wstędze lub wstędze można nosić samą gwiazdę orderową.
Współczesną wersję odznaczenia opracował rzeźbiarz i medalier Edward Gorol.

## Sposób noszenia
Sposób noszenia Orderu Zasługi Rzeczypospolitej Polskiej:
- I klasa: krzyż zawieszony jest na wielkiej wstędze szerokości 100 mm, koloru ciemnego kobaltu, założonej przez prawe ramię do lewego boku, a gwiazdę orderową nosi się pośrodku lewej strony piersi, poniżej innych orderów i odznaczeń.
- II klasy: krzyż zawieszony jest na wstędze szerokości 45 mm, koloru ciemnego kobaltu, założonej na szyi, a gwiazdę orderową nosi się pośrodku prawej strony piersi.
- III klasy: krzyż zawieszony jest na wstędze szerokości 45 mm, koloru ciemnego kobaltu, założonej na szyi.
- IV i V klasy: odznakę noszono na wstążce szerokości 36 mm, koloru ciemnego kobaltu, po lewej stronie piersi. Na wstążce Orderu IV klasy upięta jest z tej wstążki rozetka o średnicy 30 mm.

Order Zasługi Rzeczypospolitej Polskiej w kolejności starszeństwa polskich odznaczeń następuje po Orderze Krzyża Niepodległości.

## Statystyki
W latach 1992–2009 przyznano 5779 Orderów Zasługi Rzeczypospolitej Polskiej.

### Andrzej Duda (od 6 sierpnia 2015 – do 5 sierpnia 2025)
Prezydentura Andrzeja Dudy (rok 2022):
| Rok 2022    | I klasa | II klasa | III klasa | IV klasa | V klasa | Razem |
| ----------- | ------- | -------- | --------- | -------- | ------- | ----- |
| styczeń     | 0       | 0        | 1         | 0        | 0       | 1     |
| luty        | 1       | 0        | 1         | 0        | 1       | 3     |
| marzec      | 0       | 0        | 1         | 1        | 2       | 4     |
| kwiecień    | 0       | 0        | 1         | 1        | 4       | 6     |
| maj         | 0       | 1        | 2         | 4        | 11      | 18    |
| czerwiec    | 0       | 1        | 2         | 1        | 5       | 9     |
| lipiec      | 0       | 0        | 1         | 1        | 1       | 3     |
| sierpień    | 0       | 1        | 1         | 0        | 2       | 4     |
| wrzesień    | 1       | 1        | 2         | 3        | 3       | 10    |
| październik | 1       | 1        | 3         | 6        | 4       | 15    |
| listopad    | 0       | 0        | 2         | 2        | 4       | 8     |
| grudzień    | 2       | 0        | 0         | 0        | 2       | 4     |
| Razem       | 4       | 5        | 17        | 19       | 40      | 85    |

Prezydentura Andrzeja Dudy (rok 2021):
| Rok 2021    | I klasa | II klasa | III klasa | IV klasa | V klasa | Razem |
| ----------- | ------- | -------- | --------- | -------- | ------- | ----- |
| styczeń     | 0       | 0        | 1         | 0        | 0       | 1     |
| luty        | 0       | 0        | 2         | 0        | 6       | 8     |
| marzec      | 1       | 0        | 3         | 0        | 4       | 8     |
| kwiecień    | 0       | 0        | 2         | 0        | 6       | 8     |
| maj         | 0       | 1        | 0         | 3        | 1       | 5     |
| czerwiec    | 0       | 0        | 0         | 0        | 4       | 4     |
| lipiec      | 0       | 0        | 1         | 0        | 19      | 20    |
| sierpień    | 0       | 0        | 1         | 2        | 1       | 4     |
| wrzesień    | 1       | 0        | 4         | 4        | 9       | 18    |
| październik | 3       | 4        | 4         | 3        | 2       | 16    |
| listopad    | 0       | 0        | 2         | 2        | 5       | 9     |
| grudzień    | 1       | 1        | 2         | 3        | 5       | 12    |
| Razem       | 6       | 6        | 22        | 17       | 62      | 113   |

Prezydentura Andrzeja Dudy (rok 2020):
| Rok 2020    | I klasa | II klasa | III klasa | IV klasa | V klasa | Razem |
| ----------- | ------- | -------- | --------- | -------- | ------- | ----- |
| styczeń     | 0       | 1        | 2         | 3        | 6       | 12    |
| luty        | 0       | 0        | 1         | 1        | 1       | 3     |
| marzec      | 0       | 0        | 1         | 2        | 3       | 6     |
| kwiecień    | 0       | 0        | 0         | 0        | 0       | 0     |
| maj         | 0       | 0        | 0         | 5        | 2       | 7     |
| czerwiec    | 0       | 0        | 4         | 1        | 2       | 7     |
| lipiec      | 1       | 0        | 1         | 2        | 2       | 6     |
| sierpień    | 0       | 1        | 0         | 0        | 1       | 2     |
| wrzesień    | 0       | 0        | 0         | 3        | 2       | 5     |
| październik | 0       | 0        | 0         | 9        | 7       | 16    |
| listopad    | 0       | 0        | 0         | 2        | 6       | 8     |
| grudzień    | 1       | 0        | 2         | 0        | 6       | 9     |
| Razem       | 2       | 2        | 11        | 28       | 38      | 81    |

Prezydentura Andrzeja Dudy (rok 2019):
| Rok 2019    | I klasa | II klasa | III klasa | IV klasa | V klasa | Razem |
| ----------- | ------- | -------- | --------- | -------- | ------- | ----- |
| styczeń     | 0       | 1        | 0         | 4        | 13      | 18    |
| luty        | 0       | 3        | 6         | 6        | 2       | 17    |
| marzec      | 0       | 0        | 0         | 0        | 1       | 1     |
| kwiecień    | 0       | 0        | 3         | 3        | 16      | 22    |
| maj         | 2       | 0        | 2         | 3        | 1       | 8     |
| czerwiec    | 1       | 1        | 3         | 3        | 9       | 17    |
| lipiec      | 0       | 1        | 1         | 0        | 1       | 3     |
| sierpień    | 0       | 0        | 0         | 1        | 0       | 1     |
| wrzesień    | 1       | 2        | 5         | 5        | 15      | 28    |
| październik | 0       | 1        | 5         | 4        | 8       | 18    |
| listopad    | 0       | 0        | 1         | 3        | 10      | 14    |
| grudzień    | 0       | 0        | 0         | 0        | 1       | 1     |
| Razem       | 4       | 9        | 26        | 32       | 77      | 148   |

Prezydentura Andrzeja Dudy (rok 2018):
| Rok 2018    | I klasa | II klasa | III klasa | IV klasa | V klasa | Razem |
| ----------- | ------- | -------- | --------- | -------- | ------- | ----- |
| styczeń     | 0       | 1        | 2         | 0        | 2       | 5     |
| luty        | 0       | 1        | 3         | 5        | 8       | 17    |
| marzec      | 0       | 1        | 3         | 1        | 3       | 8     |
| kwiecień    | 0       | 0        | 1         | 4        | 4       | 9     |
| maj         | 0       | 1        | 3         | 3        | 3       | 10    |
| czerwiec    | 0       | 0        | 0         | 1        | 13      | 14    |
| lipiec      | 0       | 0        | 1         | 0        | 1       | 2     |
| sierpień    | 0       | 2        | 2         | 5        | 9       | 18    |
| wrzesień    | 0       | 0        | 1         | 2        | 3       | 6     |
| październik | 1       | 1        | 4         | 1        | 8       | 15    |
| listopad    | 0       | 0        | 1         | 0        | 10      | 11    |
| grudzień    | 0       | 1        | 3         | 2        | 19      | 25    |
| Razem       | 1       | 8        | 24        | 24       | 83      | 140   |

Prezydentura Andrzeja Dudy (rok 2017):
| Rok 2017    | I klasa | II klasa | III klasa | IV klasa | V klasa | Razem |
| ----------- | ------- | -------- | --------- | -------- | ------- | ----- |
| styczeń     | 0       | 0        | 3         | 1        | 3       | 7     |
| luty        | 0       | 1        | 0         | 3        | 3       | 7     |
| marzec      | 1       | 1        | 4         | 4        | 5       | 15    |
| kwiecień    | 0       | 0        | 1         | 1        | 6       | 8     |
| maj         | 0       | 0        | 2         | 1        | 3       | 6     |
| czerwiec    | 0       | 0        | 3         | 1        | 5       | 9     |
| lipiec      | 0       | 0        | 0         | 0        | 0       | 0     |
| sierpień    | 0       | 0        | 6         | 0        | 4       | 10    |
| wrzesień    | 0       | 0        | 1         | 2        | 9       | 12    |
| październik | 0       | 6        | 9         | 11       | 8       | 34    |
| listopad    | 0       | 2        | 2         | 3        | 6       | 13    |
| grudzień    | 0       | 1        | 3         | 2        | 2       | 8     |
| Razem       | 1       | 11       | 34        | 29       | 54      | 129   |

Prezydentura Andrzeja Dudy (rok 2016):
| Rok 2016    | I klasa | II klasa | III klasa | IV klasa | V klasa | Razem |
| ----------- | ------- | -------- | --------- | -------- | ------- | ----- |
| styczeń     | 0       | 0        | 1         | 0        | 0       | 1     |
| luty        | 0       | 1        | 1         | 0        | 0       | 2     |
| marzec      | 1       | 4        | 7         | 4        | 13      | 29    |
| kwiecień    | 0       | 0        | 0         | 3        | 1       | 4     |
| maj         | 3       | 2        | 14        | 19       | 14      | 52    |
| czerwiec    | 1       | 1        | 0         | 4        | 2       | 8     |
| lipiec      | 0       | 0        | 0         | 1        | 0       | 1     |
| sierpień    | 0       | 0        | 2         | 7        | 2       | 11    |
| wrzesień    | 0       | 0        | 1         | 4        | 10      | 15    |
| październik | 0       | 1        | 2         | 2        | 1       | 6     |
| listopad    | 0       | 1        | 3         | 12       | 15      | 31    |
| grudzień    | 0       | 0        | 6         | 3        | 3       | 12    |
| Razem       | 5       | 10       | 37        | 59       | 61      | 172   |

Prezydentura Andrzeja Dudy (rok 2015):
| Rok 2015    | I klasa | II klasa | III klasa | IV klasa | V klasa | Razem |
| ----------- | ------- | -------- | --------- | -------- | ------- | ----- |
| sierpień    | 0       | 0        | 0         | 0        | 0       | 0     |
| wrzesień    | 0       | 0        | 1         | 0        | 1       | 2     |
| październik | 1       | 5        | 8         | 9        | 12      | 35    |
| listopad    | 0       | 3        | 1         | 2        | 5       | 11    |
| grudzień    | 0       | 0        | 1         | 1        | 0       | 2     |
| Razem       | 1       | 8        | 11        | 12       | 18      | 50    |

### Bronisław Komorowski (2010–2015)
Prezydentura Bronisława Komorowskiego (rok 2015):
| Rok 2015 | I klasa | II klasa | III klasa | IV klasa | V klasa | Razem |
| -------- | ------- | -------- | --------- | -------- | ------- | ----- |
| styczeń  | 0       | 0        | 2         | 2        | 4       | 8     |
| luty     | 0       | 1        | 4         | 3        | 3       | 11    |
| marzec   | 3       | 5        | 6         | 7        | 9       | 30    |
| kwiecień | 0       | 0        | 4         | 8        | 18      | 30    |
| maj      | 0       | 0        | 2         | 1        | 16      | 19    |
| czerwiec | 0       | 2        | 3         | 3        | 7       | 15    |
| lipiec   | 0       | 1        | 7         | 15       | 41      | 64    |
| sierpień | 0       | 0        | 7         | 13       | 11      | 31    |
| Razem    | 3       | 9        | 35        | 52       | 109     | 208   |

Prezydentura Bronisława Komorowskiego (rok 2014):
| Rok 2014    | I klasa | II klasa | III klasa | IV klasa | V klasa | Razem |
| ----------- | ------- | -------- | --------- | -------- | ------- | ----- |
| styczeń     | 0       | 0        | 4         | 4        | 17      | 25    |
| luty        | 0       | 3        | 5         | 4        | 1       | 13    |
| marzec      | 1       | 6        | 10        | 11       | 4       | 32    |
| kwiecień    | 0       | 3        | 5         | 5        | 11      | 24    |
| maj         | 0       | 6        | 2         | 16       | 11      | 35    |
| czerwiec    | 5       | 6        | 6         | 10       | 11      | 38    |
| lipiec      | 0       | 0        | 6         | 4        | 8       | 18    |
| sierpień    | 0       | 0        | 3         | 2        | 4       | 9     |
| wrzesień    | 0       | 0        | 0         | 1        | 4       | 5     |
| październik | 6       | 4        | 13        | 16       | 26      | 65    |
| listopad    | 0       | 0        | 3         | 12       | 20      | 35    |
| grudzień    | 0       | 1        | 2         | 4        | 8       | 15    |
| Razem       | 12      | 29       | 59        | 89       | 125     | 314   |

Prezydentura Bronisława Komorowskiego (rok 2013):
| Rok 2013    | I klasa | II klasa | III klasa | IV klasa | V klasa | Razem |
| ----------- | ------- | -------- | --------- | -------- | ------- | ----- |
| styczeń     | 1       | –        | 2         | 6        | 20      | 29    |
| luty        | 1       | –        | –         | 9        | 7       | 17    |
| marzec      | –       | –        | 1         | 1        | 16      | 18    |
| kwiecień    | 1       | 1        | 7         | 4        | 9       | 22    |
| maj         | 1       | –        | 2         | 4        | 18      | 25    |
| czerwiec    | –       | 1        | 1         | 2        | 4       | 8     |
| lipiec      | –       | 1        | 3         | 3        | 8       | 15    |
| sierpień    | –       | 2        | –         | 2        | 9       | 13    |
| wrzesień    | –       | 1        | 1         | 1        | 5       | 8     |
| październik | 1       | 3        | 3         | 15       | 15      | 37    |
| listopad    | –       | 2        | 4         | 4        | 8       | 18    |
| grudzień    | –       | –        | –         | –        | –       | –     |
| Razem       | 5       | 11       | 24        | 51       | 119     | 210   |

Prezydentura Bronisława Komorowskiego (rok 2012)
| Rok 2012    | I klasa | II klasa | III klasa | IV klasa | V klasa | Razem |
| ----------- | ------- | -------- | --------- | -------- | ------- | ----- |
| styczeń     | –       | 1        | 3         | 8        | 15      | 27    |
| luty        | –       | –        | 6         | 9        | 30      | 45    |
| marzec      | 1       | 1        | 4         | 5        | 10      | 21    |
| kwiecień    | –       | 4        | 12        | 17       | 11      | 44    |
| maj         | –       | 4        | 19        | 19       | 38      | 80    |
| czerwiec    | –       | 1        | 4         | 5        | 9       | 19    |
| lipiec      | –       | –        | 2         | 2        | 11      | 15    |
| sierpień    | –       | 1        | 1         | 7        | 7       | 16    |
| wrzesień    | –       | 1        | 4         | 9        | 20      | 34    |
| październik | 2       | 1        | 8         | 12       | 11      | 34    |
| listopad    | 1       | 2        | 10        | 7        | 16      | 36    |
| grudzień    | 1       | –        | 1         | 4        | 13      | 19    |
| Razem       | 5       | 16       | 74        | 104      | 191     | 390   |

Prezydentura Bronisława Komorowskiego (rok 2011)
| Rok 2011    | I klasa | II klasa | III klasa | IV klasa | V klasa | Razem |
| ----------- | ------- | -------- | --------- | -------- | ------- | ----- |
| styczeń     | –       | 2        | 6         | 8        | 17      | 33    |
| luty        | 1       | –        | 1         | 4        | 3       | 9     |
| marzec      | –       | –        | 1         | 7        | 11      | 19    |
| kwiecień    | 3       | 4        | 14        | 14       | 13      | 48    |
| maj         | –       | 1        | 1         | –        | 12      | 14    |
| czerwiec    | –       | 1        | 8         | 7        | 20      | 36    |
| lipiec      | 1       | –        | –         | 5        | 10      | 16    |
| sierpień    | –       | 2        | 4         | 4        | 3       | 13    |
| wrzesień    | –       | 2        | 9         | 10       | 14      | 35    |
| październik | –       | –        | 1         | 4        | 4       | 9     |
| listopad    | –       | 1        | 3         | 2        | 5       | 11    |
| grudzień    | –       | –        | 3         | 10       | 22      | 35    |
| Razem       | 5       | 13       | 51        | 75       | 134     | 278   |

Prezydentura Bronisława Komorowskiego (sierpień – grudzień 2010 r.)
| Rok 2010    | I klasa | II klasa | III klasa | IV klasa | V klasa | Razem |
| ----------- | ------- | -------- | --------- | -------- | ------- | ----- |
| sierpień    | –       | 1        | 5         | 3        | 9       | 18    |
| wrzesień    | –       | 1        | –         | 2        | 5       | 8     |
| październik | –       | 3        | 8         | 15       | 25      | 51    |
| listopad    | 1       | 1        | 2         | 2        | 1       | 7     |
| grudzień    | –       | 1        | 2         | 7        | 7       | 17    |
| Razem       | 1       | 7        | 17        | 29       | 47      | 101   |

Marszałek Bronisław Komorowski w czasie, gdy pełnił obowiązki Prezydenta (kwiecień-lipiec 2010):
| Rok 2010 | I klasa | II klasa | III klasa | IV klasa | V klasa | Razem |
| -------- | ------- | -------- | --------- | -------- | ------- | ----- |
| kwiecień | –       | –        | –         | –        | –       | 0     |
| maj      | –       | –        | –         | –        | 2       | 2     |
| czerwiec | –       | 1        | 1         | –        | 1       | 3     |
| lipiec   | –       | –        | –         | 3        | 5       | 8     |
| Razem    | 0       | 1        | 1         | 3        | 8       | 13    |

### Lech Kaczyński (2006–2010)
Prezydentura Lecha Kaczyńskiego:
| Rok   | I klasa | II klasa | III klasa | IV klasa | V klasa | Razem |
| ----- | ------- | -------- | --------- | -------- | ------- | ----- |
| 2006  | 3       | 4        | 18        | 38       | 69      | 132   |
| 2007  | 4       | 12       | 45        | 50       | 111     | 222   |
| 2008  | 10      | 15       | 41        | 65       | 142     | 273   |
| 2009  | 7       | 35       | 87        | 119      | 170     | 418   |
| 2010  | 4       | 8        | 13        | 10       | 17      | 52    |
| Razem | 28      | 74       | 204       | 282      | 509     | 1097  |

### Aleksander Kwaśniewski – II kadencja (2001–2005)
Prezydentura Aleksandra Kwaśniewskiego – II kadencja:
| Rok   | I klasa | II klasa | III klasa | IV klasa | V klasa | Razem |
| ----- | ------- | -------- | --------- | -------- | ------- | ----- |
| 2001  | 2       | 13       | 55        | 46       | 114     | 230   |
| 2002  | 10      | 41       | 90        | 93       | 169     | 403   |
| 2003  | 7       | 14       | 63        | 81       | 155     | 320   |
| 2004  | 15      | *        | *         | *        | *       | *     |
| 2005  | 4       | *        | *         | *        | *       | *     |
| Razem | 38      | *        | *         | *        | *       | *     |

(*) brak danych w cytowanym źródle

### Aleksander Kwaśniewski – I kadencja (1996–2000)
Prezydentura Aleksandra Kwaśniewskiego – I kadencja:
| Rok   | I klasa | II klasa | III klasa | IV klasa | V klasa | Razem |
| ----- | ------- | -------- | --------- | -------- | ------- | ----- |
| 1996  | 1       | 24       | 58        | 119      | 174     | 376   |
| 1997  | 9       | 43       | 54        | 96       | 180     | 382   |
| 1998  | 4       | 18       | 59        | 76       | 210     | 367   |
| 1999  | 3       | 26       | 69        | 117      | 235     | 450   |
| 2000  | 6       | 24       | 78        | 91       | 225     | 424   |
| Razem | 23      | 135      | 318       | 499      | 1024    | 1999  |

### Lech Wałęsa (1991–1995)
Prezydentura Lecha Wałęsy:
| Rok   | I klasa | II klasa | III klasa | IV klasa | V klasa | Razem |
| ----- | ------- | -------- | --------- | -------- | ------- | ----- |
| 1991  | 9       | 13       | 42        | 69       | 30      | 163   |
| 1992  |         | 8        | 53        | 98       | 66      | 225   |
| 1993  | 6       | 12       | 56        | 119      | 153     | 346   |
| 1994  | 4       | 4        | 47        | 82       | 147     | 284   |
| 1995  | 5       | 4        | 54        | 100      | 198     | 352   |
| Razem | 24      | 41       | 243       | 468      | 594     | 1370  |

## Odznaczeni

### Krzyżem Wielkim Orderu Zasługi RP (lista pełna)

#### Przez Lecha Wałęsę (1990–1995)[9]
Rok 1991
- Jacques Chirac (1991)
- Elżbieta II (1991)
- Filip, książę Edynburga (1991)
- Laurent Fabius (1991)
- François Mitterrand (1991)
- Alain Poher (1991)
- Edward Raczyński (1991)
- Ronald Reagan (1991)
- Michel Rocard (1991)

Rok 1993
- Jan (wielki książę Luksemburga) (19 kwietnia 1993)[10]
- Mário Soares (6 maja 1993)[11]
- Henryk (książę małżonek Danii) (14 czerwca 1993)[12]
- Małgorzata II (14 czerwca 1993)[12]
- Jacques Delors (23 czerwca 1993)[13]
- József Antall (pośmiertnie) (16 grudnia 1993)[14]

Rok 1994
- Michal Kováč (20 stycznia 1994)[15]
- Richard von Weizsäcker (22 czerwca 1994)[16]
- Żeliu Żelew (12 lipca 1994)[17]
- Kim Young-sam (5 grudnia 1994)[18]

Rok 1995
- Fernando Henrique Cardoso (16 lutego 1995)[19]
- Luis Alberto Lacalle (16 lutego 1995)[20]
- Carlos Saúl Menem (16 lutego 1995)[21]
- Eduardo Frei (16 lutego 1995)[22]
- George H.W. Bush (11 lipca 1995)[23]

#### Przez Aleksandra Kwaśniewskiego – I kadencja (1995–2000)[9]
Rok 1996
- William Perry (13 grudnia 1996)[24]

Rok 1997
- Henry Kissinger (14 lutego 1997)[25]
- Edward Windsor, książę Kentu (2 kwietnia 1997)[26]
- Nicola Mancino (15 kwietnia 1997)[27]
- Romano Prodi (15 kwietnia 1997)[27]
- Luciano Violante (15 kwietnia 1997)[27]
- Tuanku Jaafar (Król Malezji) (23 maja 1997)[28]
- John Shalikashvili (28 sierpnia 1997)[29]
- Antonio Almeida Santos (1 września 1997)[30]
- Antonio Guterres (1 września 1997)[30]

Rok 1998
- Javier Solana (14 stycznia 1998)[31]
- Ronald Lauder (20 marca 1998)[32]
- Federico Mayor y Zaragoza (28 sierpnia 1998)[33]
- kard. Franz König (7 września 1998)[34]
- Norman Davies (22 grudnia 1998)[35]

Rok 1999
- Vytautas Landsbergis (9 kwietnia 1999)[36]
- Gediminas Vagnorius (9 kwietnia 1999)[36]
- Michel Camdessus (8 grudnia 1999)[37]

Rok 2000
- Lamberto Dini (10 marca 2000)[38]
- Raymond Forni (12 maja 2000)[39]
- Lionel Jospin (12 maja 2000)[39]
- Alain Juppé (12 maja 2000)[39]
- Christian Poncelet (12 maja 2000)[39]
- Kofi Annan (9 czerwca 2000)[40]

#### Przez Aleksandra Kwaśniewskiego – II kadencja (2000–2005)[9]
Rok 2001
- Josep Piqué i Camps (14 maja 2001)[41]
- Marion Dönhoff (30 maja 2001)[42]

Rok 2002
- Silvio Berlusconi (25 lutego 2002)[43]
- Pier Ferdinando Casini (25 lutego 2002)[43]
- Marcello Pera (25 lutego 2002)[43]
- Christina Rau (4 marca 2002)[44]
- Ingrid Rüütel (12 marca 2002)[45]
- Mahathir bin Mohamad (15 marca 2002)[46]
- Klaus Schwab (3 kwietnia 2002)[47]
- Ricardo Lagos (5 kwietnia 2002)[48]
- Andrés Pastrana Arango (5 kwietnia 2002)[48]
- Alejandro Toledo (5 kwietnia 2002)[48]
- Guido de Marco (29 października 2002)[49]

Rok 2003
- Islom Karimov (10 lipca 2003)[50]
- Haakon (książę Norwegii) (15 września 2003)[51]
- Mette-Marit (15 września 2003)[52]
- José María Aznar (26 września 2003)[53]
- Felipe de Borbón y Grecia (26 września 2003)[53]
- Anders Fogh Rasmussen (10 października 2003)[54]
- George Robertson (27 października 2003)[55]

Rok 2004
- Szewach Weiss (9 stycznia 2004)[56]
- Boris Trajkowski (pośmiertnie) (4 marca 2004)[57]
- Lord Luce (4 maja 2004)[58]
- Vicente Fox Quesada (4 maja 2004)[59]
- José Manuel Barroso (30 czerwca 2004)[60]
- Joao Bosco Mota Amaral (30 czerwca 2004)[60]
- Maria Jose Ritta (30 czerwca 2004)[60]
- generał Emile Lahoud (5 lipca 2004)[61]
- Filip I Koburg (18 października 2004)[62]
- Matylda d’Udekem d’Acoz (18 października 2004)[62]
- Herman De Croo (18 października 2004)[62]
- Karel De Gucht (18 października 2004)[62]
- Anne-Marie Lizin (18 października 2004)[62]
- Guy Verhofstadt (18 października 2004)[62]
- Ion Iliescu (6 grudnia 2004)[63]

Rok 2005
- Édouard Balladur (6 stycznia 2005)[64]
- Vaira Vīķe-Freiberga (4 lipca 2005)[65]
- Donald Rumsfeld (8 lipca 2005)[66]
- Eva Köhler (30 sierpnia 2005)[67]

#### Przez Lecha Kaczyńskiego (2005–2010)[68]
Rok 2006
- Wolfgang Schüssel (20 stycznia 2006)[69]
- kard. Angelo Sodano (5 października 2006)[70]
- Alfred Moisiu (14 listopada 2006)[71]

Rok 2007
- Andrew Bertie (10 maja 2007)[72]
- Jean-Pierre Mazery (10 maja 2007)[72]
- Casimir Lenard (13 lipca 2007)[73]
- Borys Tarasiuk (4 grudnia 2007)[74]

Rok 2008
- İlham Əliyev (25 lutego 2008)[75]
- Micheil Saakaszwili (3 marca 2008)[76]
- Hosni Mubarak (11 marca 2008)[77]
- Ján Čarnogurský (25 kwietnia 2008)[78]
- Luís Amado (17 grudnia 2008)[79]
- António José Castro Guerra (17 grudnia 2008)[79]
- Manuel Henrique de Mello e Castro de Mendonça Côrte-Real (17 grudnia 2008)[79]
- José Manuel Nunes Liberato (17 grudnia 2008)[79]
- José Pinto Ribeiro (17 grudnia 2008)[79]
- José Duarte Sequeira e Serpa (17 grudnia 2008)[79]

Rok 2009
- Jaap de Hoop Scheffer (12 marca 2009)[80][81]
- Tomasz Niewodniczański (16 marca 2009)[82]
- Gediminas Kirkilas (8 maja 2009)[83]
- Siergiej Adamowicz Kowalow (8 maja 2009)[83] (data uhonorowania 30 października 2010)
- Matthew Festing (13 maja 2009)[84]
- Gherardo Hercolani Fava Simonetti (13 maja 2009)[84]
- Madeleine Albright (13 lipca 2009)[85]

Rok 2010
- ks. kardynał Tarcisio Bertone (27 stycznia 2010)[86] (uroczystość 11 lutego 2010)
- ks. kardynał László Lékai pośmiertnie (24 lutego 2010)[87]
- ks. kardynał Jusztinián Serédi pośmiertnie (24 lutego 2010)[87]
- József Antall senior pośmiertnie (23 lutego 2010)[88][89]

#### Przez Bronisława Komorowskiego (2010–2015)[90]
Rok 2010
- Miguel Ángel Moratinos (22 listopada 2010)[91]

Rok 2011
- ks. Józef Obrembski (1 lutego 2011)[92][93]
- Carl Bildt (29 kwietnia 2011)[94]
- Catharina Elmsäter-Svärd (29 kwietnia 2011)[94]
- Maud Olofsson (29 kwietnia 2011)[94]
- Hans Henning Hahn (15 lipca 2011)[95]

Rok 2012
- Jan Peter Balkenende (30 marca 2012)[96]
- Maria Cavaco Silva (18 kwietnia 2012)[97]
- Pedro Passos Coelho (18 kwietnia 2012)[97]
- Albert II Grimaldi (17 października 2012)[98]
- Charlene Grimaldi (17 października 2012)[98]
- Dace Seisuma (22 listopada 2012)[99]
- Joachim Meisner (6 grudnia 2012)[100]

Rok 2013
- Tomas Venclova (30 stycznia 2013)[101]
- Hillary Rodham Clinton (1 lutego 2013)[102]
- Czesław Okińczyc (24 kwietnia 2013)[103]
- Tatjana Josipović (11 maja 2013)[104]
- Karel Schwarzenberg (10 października 2013)[105]

Rok 2014
- Evelin Ilves (17 marca 2014)[106]
- Marco Hennis (23 czerwca 2014)[107]
- Martine van Loon-Labouchere (23 czerwca 2014)[107]
- Hans van der Louw (23 czerwca 2014)[107]
- Lilianne Ploumen (23 czerwca 2014)[107]
- Frans Timmermans (23 czerwca 2014)[107]
- Maurizio Caprara (28 października 2014)[108]
- Mario Giro (28 października 2014)[108]
- Carlo Guelfi (28 października 2014)[108]
- Donato Marra (28 października 2014)[108]
- Rolando Mosca Moschini (28 października 2014)[108]
- Antonio Zanardi Landi (28 października 2014)[108]

#### Przez Andrzeja Dudę (od 6 sierpnia 2015)
Rok 2016
- Alexander Vershbow (7 lipca 2016)

Rok 2019
- Leszek Borysiewicz (26 kwietnia 2019)
- Roger Scruton (4 czerwca 2019)
- Viktoras Pranckietis (lipiec 2019)
- Laszlo Koever (18 września 2019)

Rok 2020
- Saulius Skvernelis (2020)

Rok 2021
- Georgette Mosbacher (12 stycznia 2021)[109][110]
- Thomas Bach (15 listopada 2021)[111]

Rok 2022
- Edward Mosberg (22 września 2022)
- Angelo Comastri (17 października 2022)

Rok 2023
- Zbigniew Strzałkowski (pośmiertnie) (2023)
- Michał Tomaszek (pośmiertnie) (2023)
- Kim Keon-hee (2023)[112]

### Krzyżem Komandorskim z Gwiazdą Orderu Zasługi RP (lista niepełna)
- Jan Nowak-Jeziorański (16 lutego 1993)
- Vincenzo Manno (23 lutego 1993)
- Luciana Frassati-Gawrońska (12 marca 1993)
- Francis Blanchard (6 kwietnia 1993)
- Renato Fretti (15 kwietnia 1993)
- Benito Gavazza (15 kwietnia 1993)
- Thomas Simons Jr. (23 kwietnia 1993)
- Edward Moskal (8 czerwca 1993)
- Pierre de Tonquedec (30 czerwca 1993)
- Krzysztof Łańcucki (8 września 1993)
- James William Fulbright (22 września 1993)
- Bolesław Wierzbiański (23 listopada 1993)
- Janusz Zawodny (9 marca 1994)[113]
- Miguel Martinez (12 maja 1994)[114]
- Juan Antonio Samaranch (4 października 1994)
- Pierre Aubert (10 listopada 1995)[115]
- Ronald Lauder (20 marca 1998)[32]
- Wesley Clark (12 marca 1999)[116][117]
- Teleki, Pál pośmiertnie (23 marca 2001)[118]
- Victor Ashe (16 marca 2009)[82]
- Günter Verheugen (8 maja 2009)[119]
- Alberts Sarkanis (9 lipca 2009)[120][121]
- Giovanni Battista Re (23 kwietnia 2010)
- Anatolij Torkunow (4 października 2010)
- Lew Ponomariow (30 października 2010)
- John McCain (4 marca 2011)
- Kristine von Blixen-Finecke (29 kwietnia 2011)[94]
- Dag Hartelius (29 kwietnia 2011)[94]
- gen. Håkan Pettersson (29 kwietnia 2011)[94]
- Hjalmar Wide Lars (29 kwietnia 2011)[94]
- Alejo Vidal-Quadras (2012)
- Lee Feinstein (2012)
- Hans van den Broek (11 września 2014)
- Stephen D. Mull (7 lipca 2015)
- Celestino Migliore (27 czerwca 2016)[122]
- Curtis Scaparotti (2019)
- Ben Hodges (15 sierpnia 2017)
- Algis Kalėda pośmiertnie (4 grudnia 2018)[123]
- Dietmar Woidke (2019)
- Robert Dole (2019)
- Wasyl Zwarycz (2024)
- Rui Huang (18 lutego 2025)
- Wolfgang Schäuble (2025, pośmiertnie)[124]

### Krzyżem Komandorskim Orderu Zasługi RP (lista niepełna)
- Oswald Madecki (1992)
- Ian Barry Taylor (20 stycznia 1993)
- ks. Adam Wróbel (10 lutego 1993)
- Dmytro Pawłyczko (10 lutego 1993)
- Antonino Zichichi (16 lutego 1993)
- Jean-Pierre Kahane (2 marca 1993)
- Eugeniusz Zaleski (12 marca 1993)
- Augusto Wild (16 marca 1993)
- Witold Ryszard Korsak (23 marca 1993)
- Miles Lerman (8 kwietnia 1993)
- Giovanni Aureli (15 kwietnia 1993)
- Agatino Del Campo (15 kwietnia 1993)
- Renato Saggese (15 kwietnia 1993)
- Sarner Harvey (16 kwietnia 1993)
- Hiroko Nakamura (26 kwietnia 1993)
- Takano Etsuko (26 kwietnia 1993)
- Jas Gawronski (28 kwietnia 1993)
- Eduardo Punset y Casals (10 maja 1993)
- Yves Le Marchand (11 maja 1993)
- Stanisław Adamski (20 maja 1993)
- Janina Zamojska (20 maja 1993)
- Jan Basik (2 czerwca 1993)
- bp Alfred Abramowicz (2 czerwca 1993)
- John Besemeres (16 czerwca 1993)
- Roger Woodward (16 czerwca 1993)
- Nina Iwanek (23 czerwca 1993)
- Eugeniusz Gerulewicz (23 czerwca 1993)
- Jan Górecki (23 czerwca 1993)
- Stefan Iwanek (23 czerwca 1993)
- Nina Nowak (23 czerwca 1993)
- Maciej Moraws (30 czerwca 1993)
- Jean Pierre Grolier (21 lipca 1993)
- Bolesław Szykier (4 sierpnia 1993)
- Johan Willem Semeijns de Vries van Doesburgh (1 września 1993)
- Feliks Dangel (8 września 1993)
- Alojzy Dzindziel (8 września 1993)
- Jerzy Grot-Kwaśniewski (8 września 1993)
- Jerzy Gruszka (8 września 1993)
- Jerzy Klim (8 września 1993)
- Józef Kuszeli (8 września 1993)
- Jerzy Stanisław Misiak (8 września 1993)
- Franciszek Rutyna (8 września 1993)
- Andrzej Szczygielski (8 września 1993)
- Pierre-Charles Gravelle (8 września 1993)
- David Smith (8 września 1993)
- Marianne Grunberg-Manago (21 września 1993)
- Walter Momper (21 września 1993)
- Feliks Laski (21 września 1993)
- Dennis Petitt (21 września 1993)
- Frank Houben (12 października 1993)
- Elizabeth Erb (14 października 1993)
- Carlo Rubbia (10 listopada 1993)
- Frank Piasecki (23 listopada 1993)
- Rafael Scharf (23 listopada 1993)
- John Gronouski (1 grudnia 1993)
- Hutin Fracois-Regis (13 grudnia 1993)
- Gerard Martinez (13 grudnia 1993)
- Robert Jean-Louis (13 grudnia 1993)
- Lonny Glaser (6 stycznia 1994)
- Ferdinand Naureiter (6 stycznia 1994)
- ks. Piotr Kaglik (6 stycznia 1994)
- Sylwester Markowski (6 stycznia 1994)
- Niels Peter Georg Helskov (17 stycznia 1994)
- Gunther Metzger (26 stycznia 1994)
- Markéta Fialková (17 lutego 1994)
- Miron Gordon (23 lutego 1994)
- Natay Savasci (1 marca 1994)
- Leszek Talko (2 marca 1994)
- ks. Antoni Banaszak (9 marca 1994)
- Władysław Niedoba (16 marca 1994)
- Jan Winczakiewicz (30 marca 1994)
- Konstanty Wołosiewicz (30 marca 1994)
- Roger Fontanille (30 marca 1994)
- Bohdan Osadczuk (30 marca 1994)
- Teresa Sachakian (4 kwietnia 1994)
- Stanisław Gotowicz (13 kwietnia 1994)
- Henryk Krzymurski (13 kwietnia 1994)
- Maximo Lira Alcayaga (4 maja 1994)
- ks. Witold Kiedrowski (12 maja 1994)
- Albert Siegbert (25 maja 1994)
- Thomas Michael (25 maja 1994)
- Władysław Bednarek (25 maja 1994)
- Gerhard Pulverer (22 czerwca 1994)
- ks. Wawrzyniec Wnuk (22 czerwca 1994)
- Stanisława Gołębiowska (22 czerwca 1994)
- Stanisława Kacpura (22 czerwca 1994)
- Michael Hornblow (4 lipca 1994)
- Jan Stepek (25 lipca 1994)
- Sylwester Braun (26 lipca 1994)
- Reinhold Smyczek (26 lipca 1994)
- Francis Ronse (11 sierpnia 1994)
- Józef Kulla (17 sierpnia 1994)
- Ákos Engelmayer (17 sierpnia 1994)
- Wojciech Wasiutyński (pośmiertnie, 29 września 1994)
- Masaru Kurihara (3 października 1994)
- Gerhard Wagner (5 października 1994)
- Samuel Pisar (5 października 1994)
- Ron Jeffery (1995)
- Roberto de Luca (18 grudnia 1996)
- Jerzy Hordyński (pośmiertnie, 18 czerwca 1998)[125]
- Budsuren Tumen (pośmiertnie, 31 sierpnia 1998)[126]
- Bolesław Zagalak (pośmiertnie, 25 listopada 1998)
- Roman Totenberg (20 września 2000)[127]
- Jacques Rogge (15 listopada 2000)[128]
- Patrick Hickey (15 listopada 2000)
- Walther Tröger (15 marca 2001)[129]
- Albert Scharf (15 marca 2001)
- Barbara Nagórska-Wierzbiańska (10 stycznia 2002)[130]
- Teodozjusz Starak (pośmiertnie, 19 marca 2002)
- Natalia Lebiediewa (3 kwietnia 2003)
- Edmund Hillary (17 czerwca 2004)
- Hubertus Książę zu Sayn-Wittgenstein-Berleburg (28 czerwca 2005)[131]
- Mario Pescante (14 września 2006)[132]
- François Naville (14 marca 2007)
- Allen Paul (17 września 2007)
- Samuel Willenberg (14 kwietnia 2008)[133]
- Maria Siemionow (9 kwietnia 2009)[134]
- Andre Błaszczyński (15 kwietnia 2009)[135]
- Jelena Bonner (8 maja 2009)[136]
- Mart Laar (30 czerwca 2009)[137]
- Gundars Daudze (30 czerwca 2009)[121][138]
- kard. Leonardo Sandri (9 listopada 2009)
- Karol Wagner-Pieńkowski (11 grudnia 2009)[139]
- František Ružička (2 lutego 2010)
- gen. David Petraeus (7 kwietnia 2010)
- Aleksander Gurianow (30 października 2010)
- Mikael Benthe (29 kwietnia 2011)[94]
- Anders Hagelberg (29 kwietnia 2011)[94]
- Karin Höglund (29 kwietnia 2011)[94]
- Anders Jörle (29 kwietnia 2011)[94]
- Håkan Lind (29 kwietnia 2011)[94]
- Björn Lyrvall (29 kwietnia 2011)[94]
- płk Thomas Nilsson (29 kwietnia 2011)[94]
- Anders Nyström (29 kwietnia 2011)[94]
- Christina von Schwerin (29 kwietnia 2011)[94]
- Bertil Terner (29 kwietnia 2011)[94]
- Imrich Gablech (17 grudnia 2012)
- John E. Pepper (5 grudnia 2013)[140]
- Mária Wittner (16 czerwca 2014)
- Luvsanvandan Bold (29 lipca 2015)[141]
- Marcin Bartosz Chumiecki (29 lipca 2015)
- Bronisław Bernacki (2016)[142]
- Romualdas Budrys (4 grudnia 2018)[123]
- Zbigniew Antoni Kruszewski (12 sierpnia 2019)[143]
- Rolf Nikel (2020)
- Antoni Dohoda (2020)
- Stelian Stolian (21 kwietnia 2021)[144]
- Zbigniew Stankiewicz (2023)

### Krzyżem Oficerskim Orderu Zasługi RP (lista niepełna)
- Masutatsu Ōyama (1994)
- Alexander Henderson (20 lipca 1995)
- Mieczysław Choynowski (23 listopada 1998)
- Abp. Alessandro D’Errico (25 listopada 1998)
- Sergio Pitol (23 listopada 1998)
- Jerzy Plebański (23 listopada 1998)
- Francisco Savin Vazquez (23 listopada 1998)
- Henri Musielak (14 grudnia 1999)
- Chalid al-Asad (1999)[145]
- Eligiusz Bielutin (21 lutego 2001)[146]
- István Bali (23 marca 2001)
- Masza Glajtman-Putermilch (15 kwietnia 2003)
- Erardo C. Rautenberg (2005)
- Frans Timmermans (18 grudnia 2006)
- Edward Piórko (2009)
- Zigmantas Kiaupa (30 czerwca 2009)[147]
- Alvydas Nikžentaitis (30 czerwca 2009)[148]
- Lars Erik Svensson (23 października 2009)
- Cyprian Kosiński
- Edward Klimczak (11 grudnia 2009)
- Andrzej Świętek (11 grudnia 2009)
- ks. Jan Fiedurek (8 lutego 2010)
- Caroline Carlborg (29 kwietnia 2011)[94]
- Marie Hadd (29 kwietnia 2011)[94]
- Annika Hahn Englund (29 kwietnia 2011)[94]
- Christian Kamill (29 kwietnia 2011)[94]
- Jerzy Makarowski (29 kwietnia 2011)[94][149]
- Per Sjöberg (29 kwietnia 2011)[94]
- Alfred Schreyer (21 września 2012)
- Anne Elizabeth Applebaum-Sikorska (7 listopada 2012)[150]
- Scott Parazynski (2013)[151]
- Tuğrul Çetiner (21 października 2014)
- Matthias Theodor Vogt (2014)
- Witold Józef Kowalów (2015)
- John H. Van Vliet Jr. (26 marca 2015)
- Józef Aszkiełowicz (2016)
- Leon Mały (2016)
- Małgorzata Miedwiediewa (2016)
- Tomasz Peta (2016)
- Maria Siwko (2016)
- Witalij Skomarowski (2016)
- Jan Sobiło (2016)
- Dariusz Stańczyk (2016)
- Stanisław Szyrokoradiuk (2016)[142]
- Geofrey Banks (29 czerwca 2017)
- J.E. Paul Wojciechowski (2020)
- Eriks Jekabsons (2023)
- Zhang Zhenhui (2024)

### Krzyżem Kawalerskim Orderu Zasługi RP (lista niepełna)
w układzie chronologicznym:
- Jan Tomasz Gross (6 września 1996, „za wybitne osiągnięcia naukowe”)[152]
- Irena Grudzińska-Gross (6 września 1996, „za wybitne osiągnięcia naukowe”)[153]
- Bolesław Budzyń (18 grudnia 1996)
- Teresa Dachtera (23 listopada 1998)
- Friedrich Wilhelm Freiherr von Sell (23 listopada 1998)
- Witold Kamiński (23 listopada 1998)
- Walter Lorang (23 listopada 1998)
- Maria Czarnecka (27 kwietnia 1999)[154]
- Leszek S. Czarnecki (27 kwietnia 1999)[155]
- Stanisław Zalewski (8 października 1999)[156]
- Thaddeus Radzilowski (13 października 1999)[157]
- Samuel Dombrowski (2 grudnia 1999)
- Witold Liliental (7 lutego 2001)
- Eduardas Piurko (2003)
- Hans Rudolf Rummel (2 czerwca 2003)[158]
- Michaił Aleksandrow (14 sierpnia 2003)[159]
- Harry Blythe (14 sierpnia 2003)[159]
- Teresa Bunk (14 sierpnia 2003)[159]
- Lidia Jowliewa (14 sierpnia 2003)[159]
- Teresa Danuta Kapergren (14 sierpnia 2003)[159]
- Wiesław Kapergren (14 sierpnia 2003)[159]
- Naum Klejman (14 sierpnia 2003)[159]
- Alice Lech-Laning (14 sierpnia 2003)[159]
- Elda Evangelina Gonsales Martina (14 sierpnia 2003)[159]
- Martin Pollack (14 sierpnia 2003)[159]
- Irina Popowa (14 sierpnia 2003)[159]
- Etta Schiller (14 sierpnia 2003)[159]
- Jean Sharek (14 sierpnia 2003)[159]
- Angelika Stutterheim (14 sierpnia 2003)[159]
- Igor Swietłow (14 sierpnia 2003)[159]
- Inessa Swirida (14 sierpnia 2003)[159]
- Caria Tomczykowska (14 sierpnia 2003)[159]
- Bernadette Wiermanski (14 sierpnia 2003)[159]
- Richard Wiermanski (14 sierpnia 2003)[159]
- Marek Janusz Rygielski (21 maja 2004)
- Piotr Nowak (24 stycznia 2005)
- Walter Rothschild (25 stycznia 2005)
- Nikita Pietrow (24 marca 2005)
- Janusz Smenda (6 maja 2005)
- Łucja Kowalska (6 listopada 2006)
- Zofia Reklewska-Braun (23 kwietnia 2007)[160]
- Zdzisław Czarnecki (17 stycznia 2008)
- Stephan Stroux (25 kwietnia 2008)[161]
- Ewa Jasińska (17 stycznia 2008)
- Wiesław Rydel (11 lipca 2008)
- Teresa Sygnarek (11 lipca 2008)
- Piotr Studniarski (11 lipca 2008)
- Jūratė Kiaupienė (30 czerwca 2009)[162]
- Stanisław Kulczycki (30 czerwca 2009)[149]
- Vladimír Jukl (16 listopada 2009)
- Maryla Hansen Swietek (11 grudnia 2009)
- Etsuo Miyoshi (16 czerwca 2011)
- Barbara Zagała (24 sierpnia 2012)[163]
- Wanda Łopuch (24 września 2013)[164]
- Aleksander Peczerski (pośmiertnie, order przekazany na ręce córki 30 maja 2014)
- Barbara Zagała (23 lipca 2014)
- Stéphane Antiga (27 października 2014)
- Ryszard Jankiewicz (25 listopada 2014)
- Andrzej Manuski (29 lipca 2015)[165]
- Andrzej Antoszkiewicz (29 maja 2017)[166]
- Hubert Pralitz (19 maja 2018), Za wybitne zasługi w popularyzowaniu polskiej kultury, za osiągnięcia w pracy artystycznej, za działalność na rzecz społeczności polskiej w Stanach Zjednoczonych Ameryki
- Irena Aleksaitė (4 grudnia 2018)[123]
- Lolita Jablonskienė (4 grudnia 2018)[123]
- Mindaugas Kvietkauskas (4 grudnia 2018)[123]
- Robert Mickiewicz (4 grudnia 2018)[123]
- Jadwiga Pietkiewicz (4 grudnia 2018)[123]
- Kazys Uscila (4 grudnia 2018)[123]
- Markas Zingeris (4 grudnia 2018)[123]
- Stefan Horngacher (listopad 2019)
- Roger Moorhouse (2020)
- Andrzej Polak (2021)
- Alwida Bajor (2022)
- Mao Yinhui (2024)
- Nikola Grbić (2024)[167]